# Tairia Flowers
Pour les articles homonymes, voir Flowers.
Tairia Flowers (née le 9 janvier 1981 à Tucson) est une joueuse de softball américaine. Elle remporta en 2004, une médaille d'or en softball aux Jeux olympiques d'Athènes puis à ceux de 2008 à Pékin, où elle remporta une médaille d'argent avec l'équipe américaine de softball.